# Forte Casale Erselli
Il Forte Casale Erselli (114 metri s.l.m.) o anche conosciuto come Forte Monte Erzelli prende il nome dalla omonima collina. Il forte è di pianta trapezoidale ed è alto 7,5 metri e circondato da un fossato, profondo dai 5 ai 7 metri superabile con un ponte levatoio come il Forte Monte Croce a lui molto simile. Il forte è inserito nel catalogo dei beni culturali.

## Storia
Il forte fu commissionato e costruito dall'ingegnere Giuseppe Celle, come il Forte Monte Croce, a seguito delle tensioni con la Francia e all'entrata del Regno d'Italia nella Triplice Alleanza.
Durante l'ultimo conflitto fu luogo di forti scontri.
Gli obiettivi del forte, armato con 6 cannoni da 146 mm, 2 cannoncini da 56 mm a caricamento rapido, 2 obici da 149 mm e 2 mortai da 149 mm erano:
(Colonnello Direttore, Planimetria censimento 1907)
Gli obiettivi delle batterie occasionali, armate con 8 cannoni da 87 mm erano:
(Colonnello Direttore, Planimetria censimento 1907)
Dalla scheda censimento del 1907 dei desume che vi fossero assegnati 211 soldati di artiglieria.
Durante l'ultimo conflitto fu teatro di scontri con milizie tedesche prese d'assedio.